# Snuten i Hollywood: Axel F
Snuten i Hollywood: Axel F (engelska: Beverly Hills Cop: Axel F) är en amerikansk actionkomedifilm från 2024 i regi av Mark Molloy, från ett manus skrivet av Will Beall, Tom Gormican, och Kevin Etten. Detta är den fjärde filmen i Snuten i Hollywood-filmserien. Huvudrollen, Axel Foley (även känd som Axel F), spelades för fjärde gången av Eddie Murphy.
Filmen skulle egentligen ha haft biopremiär av Paramount Pictures den 25 mars 2016, men drogs sedan bort från filmbolagets releaseschema i maj 2015, på grund av manusproblem. Den hade istället premiär på streamingtjänsten Netflix den 3 juli 2024.

## Rollista
- Eddie Murphy – Axel Foley
- Taylour Paige – Jane
- Joseph Gordon-Levitt – Bobby Abbott
- Judge Reinhold – William "Billy" Rosewood
- John Ashton – John Taggart
- Paul Reiser – Jeffrey Friedman
- Bronson Pinchot – Serge
- Kevin Bacon – Kapten Grant
- Patricia Belcher – Domare Angelic